# Baronía de Ezpeleta
La baronía de Ezpeleta es un título nobiliario navarro creado el 5 de mayo de 1462 por el rey Luis XI de Francia (como soberano de Navarra) a favor de Juan de Ezpeleta y Villaespesa, II vizconde de Val de Erro y merino mayor de Pamplona.
El título fue rehabilitado en 1925 por el rey Alfonso XIII, a favor de Ana María de Elío y Gaztelu, VII marquesa de Campo Real y grande de España.

## Barones de Ezpeleta
|                                 | Titular                                                              | Periodo                         |
| Creación por Luis XI de Francia | Creación por Luis XI de Francia                                      | Creación por Luis XI de Francia |
| ------------------------------- | -------------------------------------------------------------------- | ------------------------------- |
| I                               | Juan de Ezpeleta y Villaespesa                                       | 1462-1471                       |
| II                              | Juan de Ezpeleta y Navarra                                           | 1471-1514                       |
| III                             | León de Ezpeleta y Echauz                                            | 1514-1532                       |
| IV                              | Francisco de Ezpeleta y Góngora                                      | 1532-1551                       |
| V                               | Pedro de Ezpeleta y Luxa                                             | 1551-¿?                         |
| VI                              | Beltrán de Ezpeleta y La Motte                                       | ¿?-¿?                           |
| VII                             | Jerónima de Ezpeleta y Góngora                                       | ¿?-1670                         |
| VIII                            | Pedro Enríquez de Lacarra-Navarra y Ezpeleta                         | 1670-1700                       |
| IX                              | José Enríquez de Lacarra-Navarra y Enríquez de Anaya                 | 1704-c. 1731                    |
| X                               | Domingo Enríquez de Lacarra-Navarra y Solís                          | 1731-c. 1763                    |
| XI                              | Francisco Alejo Enríquez de Lacarra-Navarra y Solís                  | 1763                            |
| XII                             | Joaquina Regalada de Aguirre y Veráiz de Enríquez de Lacarra-Navarra | 1764-1823                       |
| XIII                            | Fausto María de Elío y Aguirre                                       | 1823-1825                       |
| XIV                             | Francisco Javier de Elío y Jiménez-Navarro                           | 1825-1863                       |
| Rehabilitación por Alfonso XIII |                                                                      |                                 |
| XV                              | Ana María de Elío y Gaztelu                                          | 1925-1963                       |
| XVI                             | Luis Guillermo de Perinat y Elío                                     | 1964-2003                       |
| XVII                            | Elia Ana Perinat y Escrivá de Romaní                                 | 2003-actual titular             |

## Historia de los barones de Ezpeleta
- Juan de Ezpeleta y Villaespesa (m. 1471), I barón de Ezpeleta, II vizconde de Val de Erro,[3] barón de Gostoro y de Amotz, señor de la villa y castillo de Peña, de Tajonar, Torres y merino mayor de Pamplona.[4] Era hijo de Beltrán de Ezpeleta, I vizconde de Val de Erro, y de su primera esposa, Leonor de Villaespesa,[5] hija de Francés de Villaespesa, canciller mayor de Navarra, y de Isabel de Ursúa.[6]

Casó en primeras nupcias, en 1445, con Clara de Beaumont, hija de Carlos de Beaumont, alférez mayor de Navarra, hijo del infante Luis de Navarra, y de Ana de Curton. Sin descendencia de este matrimonio. Contrajo un segundo matrimonio, el 8 de agosto de 1424, con Catalina de Navarra, hija del mariscal real Felipe de Navarra, II vizconde de Muruzábal —hijo del infante Leonel de Navarra, hijo, a su vez, del rey Carlos II de Navarra—, y de su mujer Juana de Peralta. Le sucedió su hijo:
- Juan de Ezpeleta y Navarra (m. 1514), II barón de Ezpeleta, III vizconde de Val de Erro, barón de Gostoro y de Amotz y señor de la villa y castillo de Peña, de Tajonar, Torres, Luzaide, Berriozar y otros lugares.[9]

Casó con Juana de Echauz, hija de Felipe de Echauz, vizconde de Baigorri. Le sucedió su hijo:
- León de Ezpeleta y Echauz (m. 1532), III barón de Ezpeleta, IV vizconde de Val de Erro, barón de Gostoro y de Amotz y señor de la villa y castillo de Peña, de Tajonar, Torres, Luzaide, Berriozar y otros lugares.[10]

Casó con Antonia de Góngora. Le sucedió su hijo:
- Francisco de Ezpeleta y Góngora (m. 1551), IV barón de Ezpeleta, V vizconde de Val de Erro, barón de Gostoro y de Amotz y señor de la villa y castillo de Peña, de Tajonar, Torres, Luzaide, Berriozar y otros lugares.[12]

Casó, en 1558, con Engracia de Luxa, hija de Juan, barón de Luxa, Ortabat, etc. y de Isabel de Gramont. Le sucedió su hijo:
- Pedro de Ezpeleta y Luxa, V barón de Ezpeleta, VI vizconde de Val de Erro, señor de la villa y castillo de Peña, de Tajonar, Torres, Luzaide, Berriozar Ogorbide, Araya, Orazaqui y de los palacios de Ezpeleta, Mixa y otros lugares. [14]

Casó, en 28 de mayo de 1599, con María de la Motte de Castelnau, hija de Francisco de la Motte, barón de Castelnau, etc. y de su esposa, María de Balaguer de Noailhan. Le sucedió su hijo:
- Beltrán de Ezpeleta la Motte, VI barón de Ezpeleta,  VII vizconde de Val de Erro,[16][17] barón de Gostoro y de Amotz, y señor de la villa y castillo de Peña, de Tajonar, Torres, Luzaide, Berriozar y otros lugares y maestre de campo.[16][17]

Casó en Pamplona, el 20 de agosto de 1625, con María de Góngora, hija de Antonio de Góngora y Goñi, señor de Góngora y otros lugares, y de su esposa, María Ruiz de Vergara. Le sucedió su única hija:
- Jerónima de Ezpeleta y Góngora (m. 13 de diciembre de 1670), VII baronesa de Ezpeleta,[19]  VIII vizcondesa de Val de Erro,[20] baronesa de Gostoro y de Amotz, señora de la villa y castillo de Peña, de Tajonar, Torres, Luzaide, Berriozar Ogorbide, Araya, Orazaqui, y de los palacios de Ezpeleta, Mixa y otros lugares.[21]

Casó con Gaspar de Enríquez de Lacarra y Navarra, I conde de Ablitas, hijo de Pedro de Álava y Esquivel y de Lupercia Enríquez de Lacarra-Navarra, IX señora de Ablitas. Le sucedió su hijo:
- Pedro Enríquez de Lacarra-Navarra y Ezpeleta (m. 1700), VIII barón de Ezpeleta,[17] IX vizconde de Val de Erro y II conde de Ablitas.[17]

Casó con Ignacia de Echarri. Sin descendencia, en 1704, sucedió su sobrino, hijo de su hermana Bernardina y de Baltasar Alfonso Enríquez de Anaya, I marqués de Villalba de los Llanos, alcaide de Montánchez, señor de Anaya, Castro Enríquez, Aldeguela, etc., caballero de la Orden de Santiago y gentilhombre de boca del rey.
- José Enríquez de Lacarra-Navarra y Enríquez de Anaya, IX barón de Ezpeleta,[23][17] III conde de Ablitas, barón de Gostoro, de Amotz y de Noailhán, marqués de Castelnau, II marqués de Villalba de los Llanos[23] y caballero de la Orden de Santiago.

Casó con Clara de Solís y Bracamonte, hija del duque de Montellano. Le sucedió su hijo:
- Domingo Enríquez de Lacarra-Navarra y Solís (m. 1763), X barón de Ezpeleta,[23] IV conde de Ablitas, barón de Gostoro, de Amotz y de Noailhán, marqués de Castelnau, III marqués de Villalba de los Llanos, V señor de Eriete y VIII de Murillo de las Limas, señor de las Villas y Castillos de la Peña, Berriozar, Luzaide, Tajonar, y Torres.

Casó el 28 de abril de 1734 con Ana María de Sotomayor y Lima (Cagliari, 19 de abril de 1718-17 de marzo de 1789), IV duquesa de Sotomayor desde 1767, VI condesa de Crecente, V marquesa de Tenorio y VI condesa de Montalbo de Aragón, hija única de Félix Fernando Yáñez de Sotomayor y Masones de Lima, III duque de Sotomayor, V conde de Crecente, IV marqués de Tenorio, IV de Los Arcos y IV conde y X vizconde de Villanueva de Cervera. Al no tener descendientes legítimos, le sucedió su hermano en abril de 1763:
- Francisco Alejo Enríquez de Lacarra-Navarra y Solís (m. Salamanca, 31 de octubre de 1763), XI barón de Ezpeleta,[26][27] V conde de Ablitas, [28] barón de Gostoro, de Amotz y de Noailhán, IV marqués de Castelnau, IV marqués de Villalba de los Llanos,[27] VI señor de Eriete y IX de Murillo de las Limas, señor de las Villas y Castillos de la Peña, Berriozar, Luzaide, Tajonar, y Torres.

Soltero y sin descendencia, sucedió una descendiente de Lupercia Enríquez de Lacarra-Navarra y Ezpeleta, —hija de Jerónima de Ezpeleta y Góngora, VII baronesa de Ezpeleta y VIII vizcondesa de Val de Erro—, que había casado con Francisco Joaquín de Aguirre, I conde de Ayanz y fueron los padres de José María de Aguirre Enríquez de Lacarra-Navarra y Ezpeleta, IV conde de Ayanz, que casó con Beatriz de Veraiz Magallón, los padres de la XII baronesa de Ezpeleta. 
- Joaquina Regalada de Aguirre y Veráiz de Enríquez de Lacarra-Navarra (Tudela, 1756-1823), XII baronesa de Ezpeleta,[27] XIII vizcondesa de Val de Erro y V condesa de Ayanz.[27]

Casó, en Pamplona, el 14 de junio de 1772, con Fausto Joaquín de Elío y Alduncín, IV marqués de Vessolla, señor de Elío, de Bértiz, de Eriete, Iguzquiza, Artieda, Subizar, Aderis, Orendáin, Learza, Nogués y Zugasti. Era hijo de Francisco Joaquín de Elío y Robles, III marqués de Vesolla, y de su esposa María Teresa de Alduncín y Larreta, hija de Joaquín de Alduncín y Bértiz, merino mayor de Pamplona, y de María Nicolasa de Larreta y Echeverría. Le sucedió su hijo:
- Fausto Joaquín María de Elío y Aguirre (Pamplona, 14 de julio de 1776-Pamplona, 15 de octubre de 1825),[30] XIII barón de Ezpeleta, XIV vizconde de Val de Erro, V marqués de Vessolla, VI conde de Ayanz, de Gostoro y de Amotz.

Casó en Pamplona, el 6 de mayo de 1796, con María Isabel Jiménez-Navarro y Hurtado de Mendoza (Córdoba, 1778-Pamplona, 14 de mayo de 1843). Le sucedió su hijo:
- Francisco Javier de Elío y Jiménez-Navarro (Pamplona, 20 de noviembre de 1800-Pamplona, 7 de julio de 1863),[30] XIV barón de Ezpeleta, VI marqués de Vessolla,[30] V marqués de las Hormazas,[30] XV vizconde de Val de Erro, VII conde de Ayanz, de Gostoro y de Amotz.

Casó, en Tafalla, el 29 de septiembre de 1825, con María Micaela Mencos y Manso de Zúñiga (1801-1889). Le sucedió su bisnieta:
Rehabilitado en 1925 por

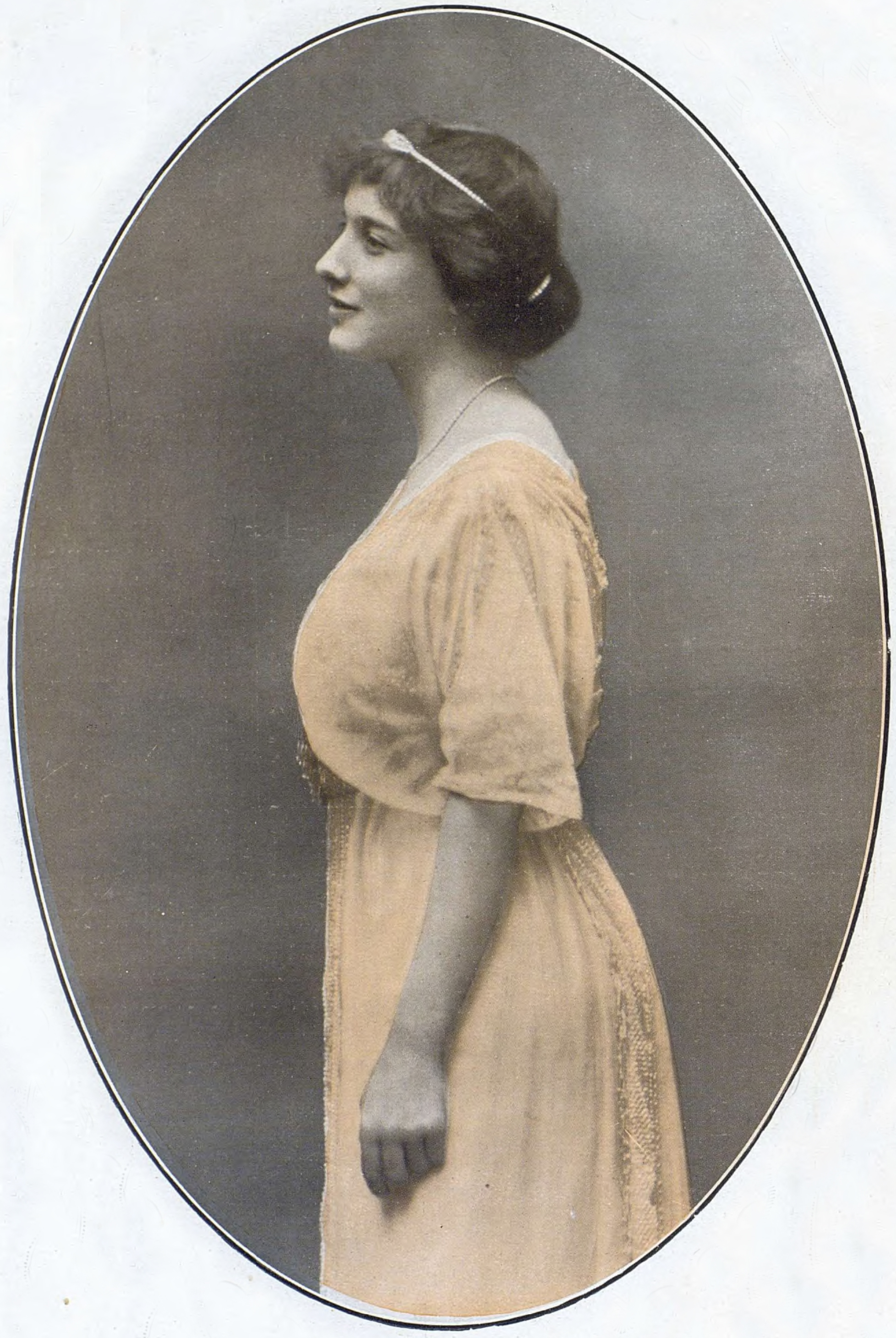
1914-06-20, La Esfera, Bellezas aristocráticas, Ana María Elio, Franzen (cropped)

- Ana María de Elío y Gaztelu (1895-Lausana, 25 de octubre de 1963), XV baronesa de Ezpeleta[32] y VII marquesa de Campo Real, grande de España.[2] Era hija de Ángel María de Elio y Magallón (m. 1896) —hijo de Fausto León de Elío y Mencos (m. 1901), VII marqués de Vessolla, VII conde de Ayanz, XVI vizconde de Val de Erro y IV marqués de Fontellas, hijo, a su vez, del XIV barón de Ezpeleta, y de su esposa María Josefa de Magallón y Campuzano (m. 1899), hija de los VII marqueses de San Adrían y VIII de Castelfuerte—, y de María de Gaztelu.[33]

Casó, en primeras nupcias el 13 de enero de 1921, con Luis de Perinat y Terry, hijo de la I marquesa de Perinat. Contrajo un segundo matrimonio, en 1943, con Valentín Menéndez y Sanjuán, VI conde de la Cimera, VI conde de Goyeneche. Le sucedió en 1964,de su primer matrimonio, su hijo:
- Luis Guillermo de Perinat y Elío, XVI barón de Ezpeleta,[34] VIII marqués de Campo Real, grande de España[35] y II marqués de Perinat.

Casó, el 1 de julio de 1955, con María de las Nieves Blanca Escrivá de Romani y Morenés, III marquesa de Alginet, XI condesa de Casal. En 2003, por cesión, le sucedió su hija:
- Elia Ana Perinat y Escrivá de Romaní (n. en 1965), XVII baronesa de Ezpeleta.[36]

Casó con Francisco Javier Cavero de Carondelet y Christou. Con descendencia.